# Lexington, Alabama
Lexington är en kommun (town) i Lauderdale County i Alabama. Vid 2010 års folkräkning hade Lexington 735 invånare.